# Paraphaeosphaeria minitans
Espèce
Paraphaeosphaeria minitans est une espèce de champignons de la famille des Didymosphaeriaceae.

## Lutte biologique
Ce champignon est utilisé en tant qu'agent de lutte biologique notamment contre le champignon Sclerotinia sclerotiorum qui est un ravageur des cultures de colza, de tournesol, de carotte, de tabac, entre autres.

## Systématique
Le nom correct complet (avec auteur) de ce taxon est Paraphaeosphaeria minitans (W.A.Campb. (d)) Verkley (d), Göker (d) & Stielow (d), 2014.
L'espèce a été initialement classée dans le genre Coniothyrium sous le basionyme Coniothyrium minitans W.A.Campb., 1947.
Paraphaeosphaeria minitans a pour synonymes :
- Coniothyrium minitans W.A. Campb., 1947
- Paraconiothyrium minitans (W.A. Campb.) Verkley, 2004